# Ordine della Corona d'Italia
L'Ordine della Corona d'Italia era un'onorificenza del Regno d'Italia, istituita il 20 febbraio 1868 dal re Vittorio Emanuele II di Savoia, con il fine di premiare cittadini italiani e stranieri, senza alcuna distinzione religiosa, che si fossero particolarmente distinti per i loro meriti nei settori militari, civili e politici per il bene dello stato, prima ancora che per meriti particolari nei confronti di Casa Savoia. 

## Storia

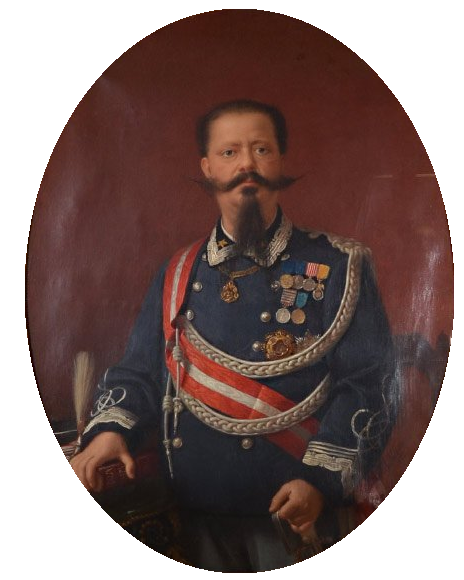
Vittorio Emanuele II di Savoia, primo Sovrano e Gran maestro dell'Ordine.

Il 20 febbraio 1868, Vittorio Emanuele II d'Italia tramite Regio Decreto, istituì l'Ordine della Corona d'Italia in occasione delle nozze del figlio Umberto, principe ereditario, con Margherita di Savoia-Genova; l'ordine aveva il fine di celebrare l’unità nazionale, seppur ancora non del tutto completa, dopo la fine della Terza guerra d’indipendenza che vide l’unione del Veneto con il giovane Regno d’Italia. L'ordine poteva essere conferito a cittadini italiani e stranieri, senza alcuna distinzione religiosa, che si fossero particolarmente distinti per i loro meriti nei settori militari, civili e politici per il bene dello stato, prima ancora che per meriti particolari nei confronti di Casa Savoia. Anche la decorazione dell’ordine era ricca di simboli volti a celebrare l’identità nazionale anche dal punto di vista onorifico: La croce dell’onorificenza infatti era composta da una croce smussata in smalto bianco, i cui bracci erano uniti da nodi sabaudi d’oro. La decorazione, al centro della croce, recava un tondo raffigurante la Corona ferrea su campo blu, mentre sul retro nel medesimo tondo, era raffigurata l’aquila di Moriana di nero su fondo oro. Questa simbologia era un modo per definire l’unità della Real Casa con il territorio italiano, difatti la Corona ferrea rappresentava sin dai tempi di Carlo Magno, il simbolo del dominio sull’Italia. Il nastro dell’Ordine era di rosso con una striscia centrale di bianco.

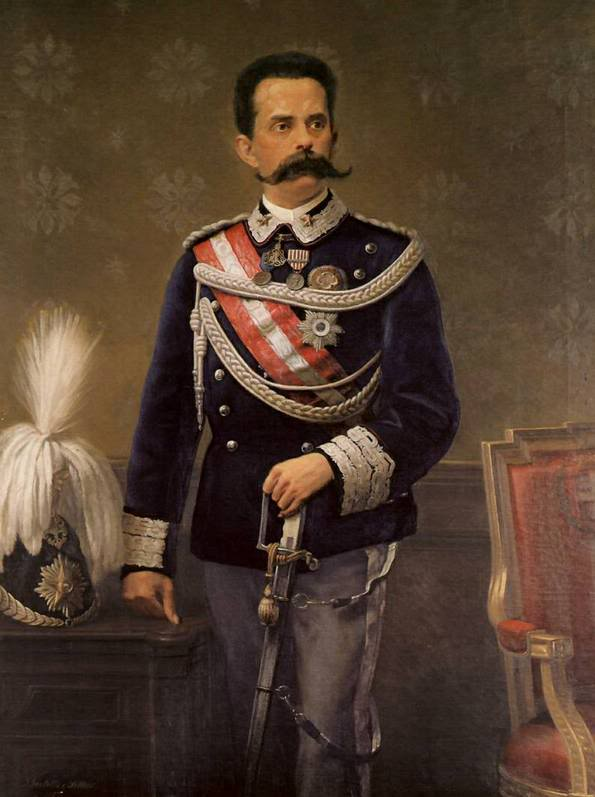
Umberto I di Savoia con l'insegna di Cavaliere di Gran Croce dell'Ordine.

Il primo conferimento dell'ordine avvenne in data 22 aprile 1868, giorno delle nozze dei principi Umberto e Margherita di Genova, poi sovrani italiani dal 1878 in seguito alla morte di Vittorio Emanuele II. L'ordine era diviso in cinque classi: Cavalieri di Gran Croce, Grandi Ufficiali, Commendatori, Ufficiali e Cavalieri. Il decreto del 1868 stabiliva le classi dell'ordine e il loro limite di numero (art. 4): 60 Gran Croce, 150 Grandi Ufficiali, 500 Commendatori e 2 000 Ufficiali (il numero dei Cavalieri rimase indeterminato). Umberto I nel 1885 stabilì un limite nel numero annuo di nomine (12 Gran Croce, 30 Grandi Ufficiali, 100 Commendatori, 200 Ufficiali e 1 200 Cavalieri). I limiti annui furono modificati nel 1890: 12 Cavalieri di Gran Croce, 40 Grandi Ufficiali, 150 Commendatori, 300 Ufficiali e 1 600 Cavalieri. Un decreto ministeriale della Presidenza del Consiglio dei Ministri stabilì la ripartizione delle nomine tra i ministeri per l'anno 1892:
|                                                   | Cavalieri | Ufficiali | Commendatori | Grandi Ufficiali | Gran Cordoni |
| ------------------------------------------------- | --------- | --------- | ------------ | ---------------- | ------------ |
| Presidenza                                        | 60        | 28        | 8            | 8                | 5            |
| Ministero degli Affari Esteri                     | 30        | 12        | 4            | -                | -            |
| Ministero dell'Interno                            | 600       | 82        | 42           | 10               | 2            |
| Ministero della Guerra                            | 300       | 55        | 36           | 12               | 3            |
| Ministero della Marina                            | 50        | 12        | 4            | 2                | -            |
| Ministero di Grazia, Giustizia e Culti            | 100       | 18        | 10           | 2                | 2            |
| Ministero delle Finanze                           | 92        | 21        | 9            | 1                | -            |
| Ministero del Tesoro                              | 68        | 16        | 11           | 1                | -            |
| Ministero dei Lavori Pubblici                     | 60        | 10        | 5            | 1                | -            |
| Ministero delle Poste e Telegrafi                 | 40        | 6         | 4            | 1                | -            |
| Ministero dell'Istruzione                         | 100       | 20        | 12           | 2                | -            |
| Ministero dell'Agricoltura, Industria e Commercio | 100       | 20        | 5            | -                | -            |
|                                                   | 1 600     | 300       | 150          | 40               | 12           |

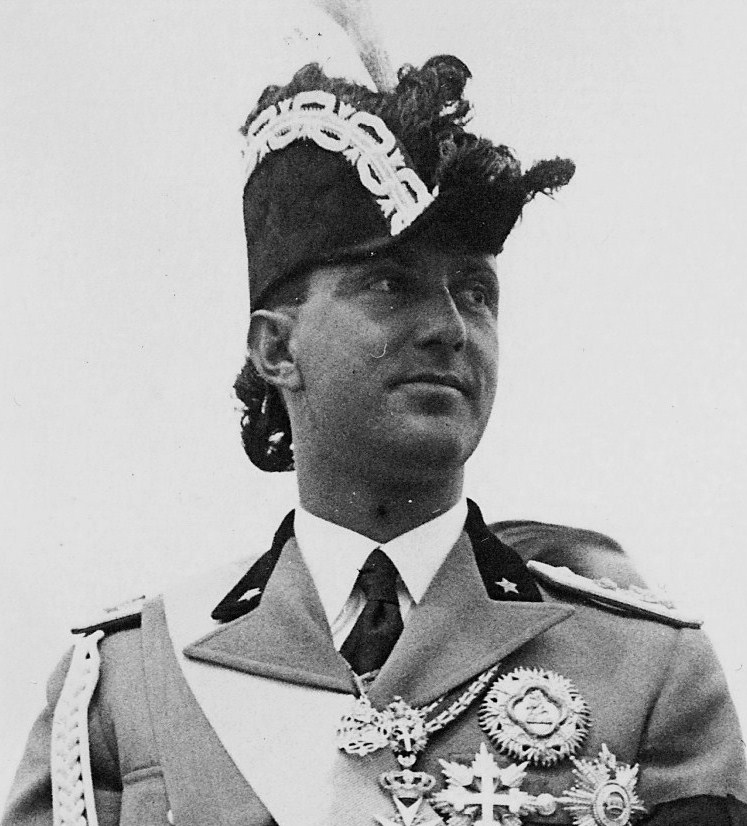
Umberto II di Savoia, indossa la placca di Gran Croce (ultima in basso a destra).

Con decreto del 1911 furono posti nuovi limiti e l'Ordine della Corona d'Italia divenne propedeutico per l'ammissione nell'Ordine dei Santi Maurizio e Lazzaro. Nell'Ordine delle precedenze a Corte e nelle funzioni pubbliche, stabilito tramite decreti, i decorati della Corona d'Italia seguivano puntualmente i parigrado sia dell'Ordine militare di Savoia sia dell'Ordine dei Santi Maurizio e Lazzaro. Con il decreto del 1911 si garantiva dunque che per essere insigniti dell'Ordine mauriziano fosse necessario essere stati o venire insigniti almeno dello stesso grado dell'Ordine della Corona d'Italia da almeno un anno (art. 4). Da questa regola statutaria erano escluse le nomine motu proprio del Sovrano, come quelle dei principi di sangue o come quelle dei parenti stretti di casa Savoia. L’Ordine della Corona d’Italia contava, tra le sue fila, decine di migliaia di Cavalieri e Dame provenienti dalle classi sociali più diverse e che rappresentavano appunto uno specchio fedele di quelle che erano le diverse anime di una nazione giovane ma composita come l’Italia, che trovava nel Sovrano la personificazione della sua unità. L'ordine, essendo un ordine statale, e non di natura dinastica, non viene più conferito dalla morte di re Umberto II di Savoia. Il sovrano però, che mantenne sempre le sue prerogative di capo dello stato non avendo mai abdicato, continuò a conferire l’Ordine della Corona d’Italia anche durante gli anni dell'esilio in Portogallo.

## Insegne

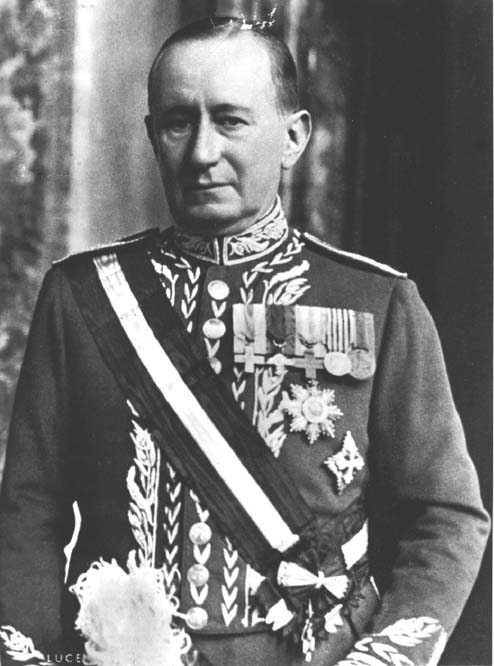
Guglielmo Marconi, con la fascia e placca di Cavaliere di Gran Croce.

Le insegne erano descritte negli artt. da 3 a 6 del Regio Decreto del 1868: la croce dell'Ordine era composta da una croce smussata in smalto bianco, i cui bracci erano uniti da nodi sabaudi d'oro. La decorazione, al centro, portava un tondo raffigurante la Corona ferrea su campo blu. Sul retro, nello stesso tondo, era raffigurata l'aquila sabauda di nero su fondo oro. Aveva una dimensione di 35 mm per Cavalieri e Ufficiali e di 50 mm per Commendatori, Grandi Ufficiali e Gran Cordoni.
Il nastro dell'ordine era rosso con una striscia bianca centrale della larghezza «di due ottavi della larghezza del nastro». I cavalieri portavano la croce dell'Ordine appesa all'occhiello; per gli ufficiali si aggiungeva una rosetta al nastro. I Commendatori e i Grandi Ufficiali la portavano appesa al collo. I Grandi Ufficiali portavano anche una stella sfaccettata in argento a otto punte con al centro la croce dell'Ordine; la stella aveva dimensione di 65 mm.
I Gran Cordone portavano la croce dell'Ordine appesa a una fascia dell'Ordine (portata da destra a sinistra). Portavano inoltre una stella sfaccettata in argento a otto punte (dimensione di 80mm); il disco centrale della stella riportava la Corona ferrea su sfondo blu, circondata da un anello a smalto bianco riportante l'iscrizione VICT. EMMAN. II REX ITALIAE - MDCCCLXVI (Vittorio Emanuele II re d'Italia - 1866) in oro su sfondo bianco. Sopra il disco centrale stava un'aquila di Savoia smaltata di nero.
Disegni delle insegne allegate alla pubblicazione Regio Decreto del 1868

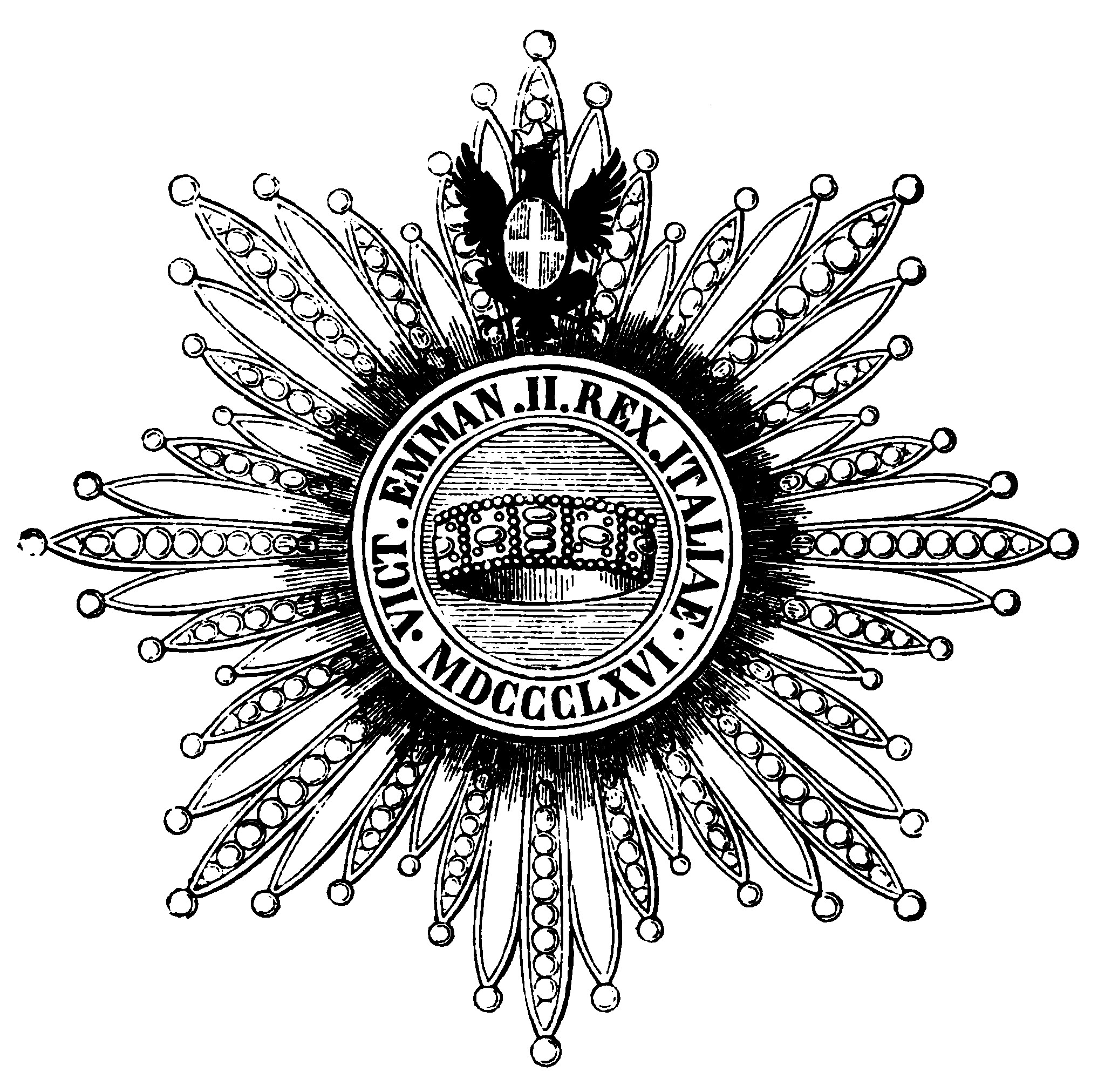
Stella di Gran Cordone
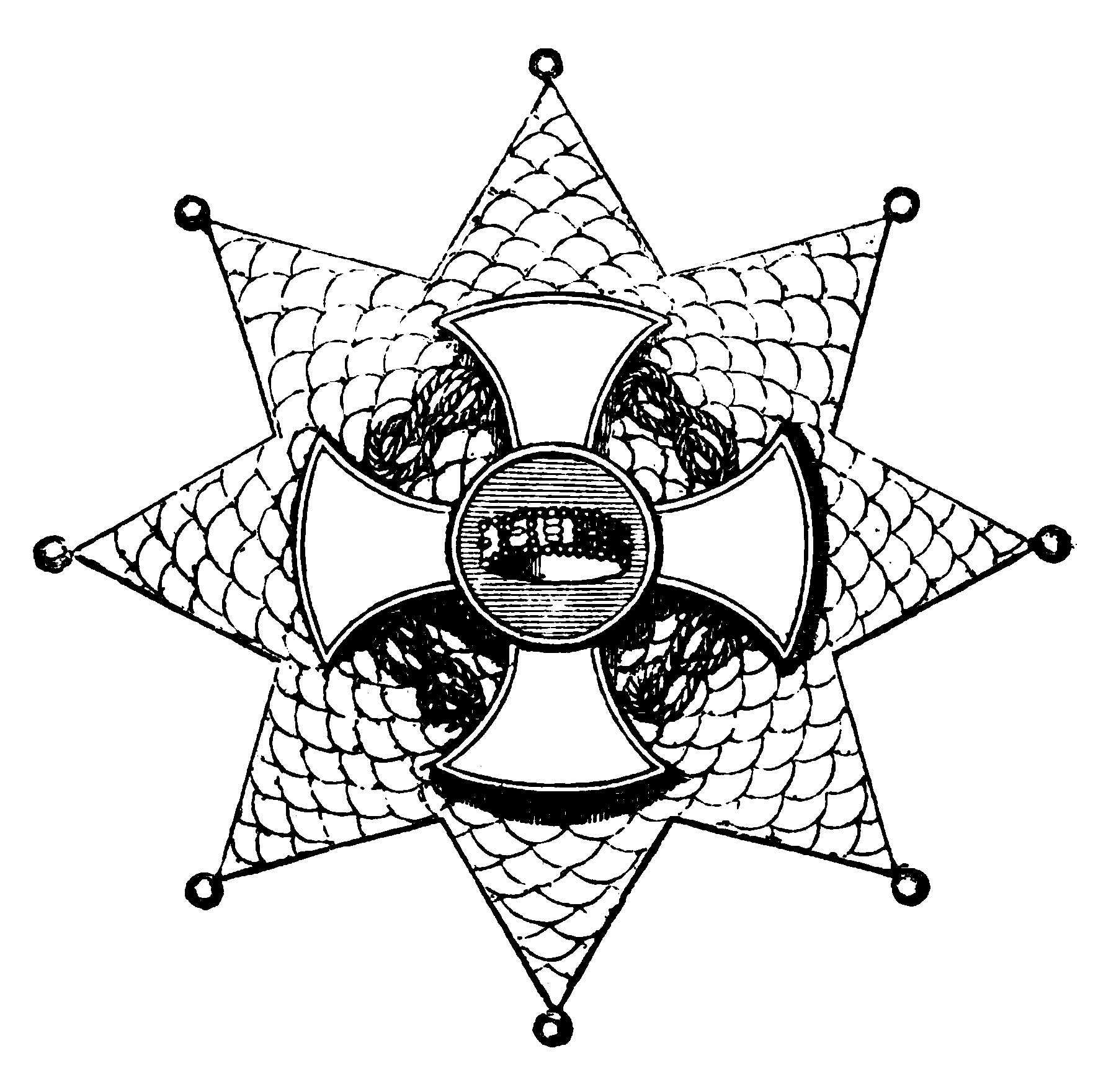
Stella di Grande Uffiziale
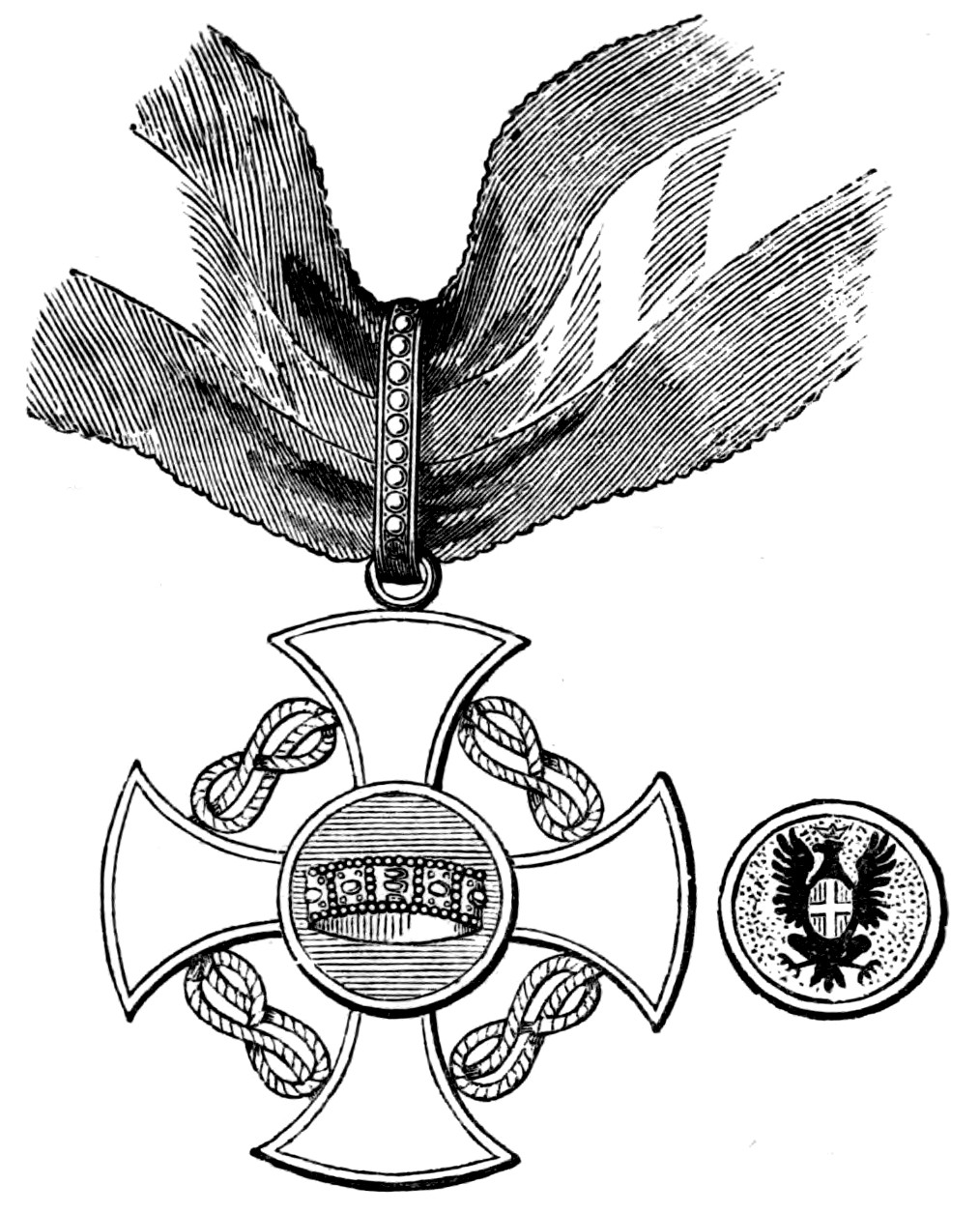
Croce di Commendatore, di Grande Uffiziale e di Gran Cordone
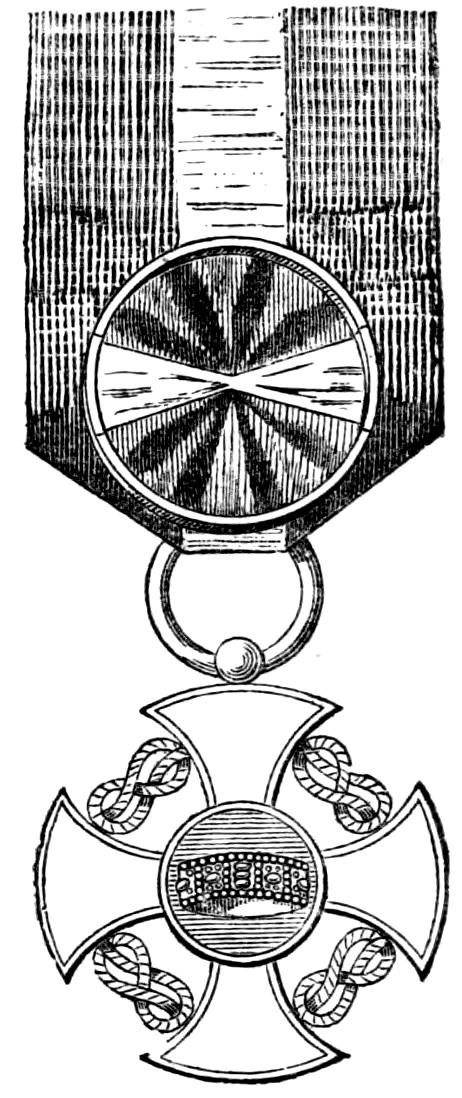
Croce di Cavalieri e di Uffiziali

## Gradi
L'Ordine della Corona d'Italia era suddiviso nelle cinque classi tradizionali: Cavaliere, Ufficiale, Commendatore, Grand'Ufficiale e Cavaliere di Gran Croce.
|                              |           |                             |                 |                                |
| Medaglie                     |           |                             |                 |                                |
|                              |           |                             |                 |                                |
| Regno d'Italia (1861 - 1946) |           |                             |                 |                                |
| Cavaliere o Dama             | Ufficiale | Commendatore o Commendatora | Grand'Ufficiale | Cavaliere o Dama di Gran-Croce |
| Casa Savoia (1946 - attuale) |           |                             |                 |                                |
| Cavaliere o Dama             | Ufficiale | Commendatore o Commendatora | Grand'Ufficiale | Cavaliere o Dama di Gran-Croce |